# ザフラ・アブドゥラ
ザフラ・アル・アブドゥラ（Zahra Ali Abdulla、1966年11月27日 ‐ ）は、ソマリア生まれのフィンランドの政治家、助産婦、フィンランドのソマリアコミュニティーのメンバーの一人。また、ヘルシンキ市議会の議員を務めており、フィンランド緑の党に所属している。現在はヘルシンキ付近のラウッタサーリに住んでいる。多くの言語にも精通しており、フィンランド語、英語、ソマリ語、アラビア語、ロシア語などを話すことができる。
ソマリアで生まれ、若い頃にはエジプトとケニアに住んでいた。その後はロシア(当時はソビエト連邦)のモスクワへと移り薬学を勉強していたが、ソビエト連邦の崩壊や母国のソマリア内戦などからフィンランドへと政治亡命を行った。
2007年にはフィンランドの議会選挙に立候補し、同じフィンランド緑の党の立候補者オウティ・アランコ＝カヒルオト (Outi Alanko-Kahiluoto) に4586対4174で敗れ、フィンランド史上初となるソマリア移民の政治家の誕生はならなかった。2008年10月にはヘルシンキの市議会に約2500票を獲得し、当選を果たした。当選の理由として彼女は高い水準の教育と緑の党に対する支持を挙げている。